# Sea Hunt
Sea Hunt (br: Aventura Submarina / pt: Caça ao Mar) foi uma lendária série de televisão estadunidense protagonizada por Lloyd Bridges, exibida no final dos anos 50 até o começo dos anos 60 num total de 155 episódios pela Ziv produções. A série ficou bastante popular e conhecida por décadas.

## Enredo

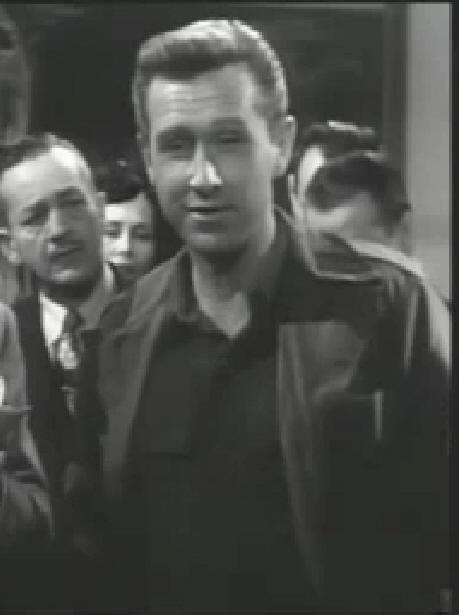
Lloyd Bridges, é Mike Nelson.

Narrava as aventuras de um mergulhador chamado Mike Nelson (Lloyd Bridges), ex-oficial da marinha, que agora trabalhava independentemente, combatendo vilões, salvando projeteis nucleares e pilotos da força aérea, apanhando crianças perdidas em cavernas inundadas, entre outras.

## Influência
A série serviu também de trampolim para diversos atores, que mais tarde se tornaram grandes astros de Hollywood, entre eles podem ser citados Leonard Nimoy, Robert Conrad, Bruce Dern, Larry Hagman, Jack Nicholson, sem contar seus filhos Beau Bridges e Jeff Bridges.

## Produção
O espetáculo também contou em sua produção, com mergulhadores profissionais famosos como Zale Parry e Albert Tillman, que davam consultoria a várias cenas de mergulho, além da sensação da natação aquática feminina Wende Wagner.
Também contou com outros nomes ilustres, como um dos pioneiros da fotografia subaquática cinematográfia Lamar Boren, que trabalhou em outras produções de Ivan Tors, como Flipper e três filmes de James Bond.
No início o criador Ivan Tors teve dificuldade em vender o espetáculo. Apresentou a grandes redes como a CBS, NBC e ABC, mas nenhum deles mostrou interessado, pois nenhum deles acreditou num espetáculo de aventuras envolvendo um ex-mergulhador. Provavelmente eles devem ter se arrependido, pois a série passou a ser distribuída em syndicated e se tornou um dos espetáculos mais assistidos de sua época.
A série foi criada, desenvolvida e produzida por Ivan Tors, tendo como produtores executivos Frederick W. Ziv e Maurice Zive e realizada através da Ziv TV, com música tema de abertura e encerramento composto por David Rose.

## Reprise
Em 1987, a série original foi novamente reavivada estrelada por Ron Ely (que ficou famoso por Tarzan na televisão) como Mike Nelson e Kimber Sissons como Jennifer Nelson. Por razões orçamentárias várias partes da série foram filmadas no Canadá e algumas na Flórida.

## 50º Aniversário
Em dezembro de 2007, a Underwater Videographer Podcast comemorou o 50º aniversário da série Sea Hunt, onde aparecia Eric Hanauer entrevistando Lloyd Bridges, pouco antes de seu falecimento. A atriz Susan Silo, que trabalhou num dos episódios da série original e Jeff Bridges (filho de Lloyd Bridges), compartilharam das recordações de Lloyde e Sea Hunt.